# Владислав Юрійович
Владислав Юрійович — галицький боярин, один з керівників опозиції до князя Данила Галицького.
Син неревського боярина Юрія Іванковича, тисяцького Перемишлянського, що був наближеним князя Мстислава Мстилавича. Вперше згадується у літописі під 1231 роком під час облоги Данилом Перемишля. У 1242 році брав участь у захопленні Галича Ростиславом Михайловичем, а згодом отримав від нього посаду тисяцького. У 1245 році потрапив у полон до князя Данила в ході битви під Ярославом та був страчений ним.